# 榮豐聯合
榮豐聯合控股有限公司，簡稱榮豐聯合控股，以及榮豐聯合（英語：Great Harvest Maeta Group Holdings Limited，港交所：3683），在2004年進行收購第一艘船舶GREAT HARVEST而設，業務從事自有船舶的租賃業務。GH FORTUNE、GH POWER及GH RESOURCES乾貨船。
由殷劍波，以及林群創立。
總部位於香港灣仔告士打道200號12樓。其股份自2010年10月11日在香港交易所主板上市。股行2億股股份，每股招股價介乎0.69-1.13港元，集資1.38-2.26億港元。

## 連結
- GreatHarvestMG.com/ （页面存档备份，存于）